# 2.5차원의 유혹
《2.5차원의 유혹》(일본어: 2.5次元の誘惑 니텐고지겐노 리리사[*])은 하시모토 유가 지은 일본의 만화 작품이다. 슈에이샤의 소년 점프+에서 2019년 15일에 연재를 시작했다.
2차원의 캐릭터 리리엘에 애정을 보내는 남자 고교생 오쿠무라 마사무네와 리리엘의 코스프레를 좋아 하는 여자 고교생 아마노 리리사를 그린 코스프레 코미디다.
처음에는 '귀여운 소녀를 그린다'라는 것에서 구상이 시작되어, 하시모토의 좋아하는 요소를 담은 결과, 코스플레이어의 러브 코미디 만화가 되었다. 당초 '1화 완결으로 에로틱한 것만' 그릴 생각으로 연재를 시작했지만, 이벤트의 이야기를 그린 즈음부터 독자의 반응이 극적으로 좋아진 적도 있어, '열혈청춘 코스프레 만화'로 변화했다. 또한, 한때 iOS에서 규제된 것에 더해, 하시모토가 코스플레이어에 대해 진지하게 그려고 싶게 된 것도 있어, 3권 전후부터 피부를 노출하는 장면은 줄어들었다.
하시모토는 코스프레 묘사에 대해 코스플레이어 지인으로부터 어드바이스를 받고 있다고 한다. 또, 독자에게 스트레스가 걸리는 묘사를 피해, 악역은 나오지 않게 하고 있다고 말하고 있다. 디지털 제작을 위해 혼자서 모두 그릴 수 있기 때문에, 연재 개시로부터 3년 가까이가 경과한 2022년 4월 시점에서도 어시스턴트는 사용하고 있지 않다.
《다음에 올 만화대상 2020》 Web 만화 부문 4위. 총 열람수는 2022년 3월 시점에서 1.4억 회, 시리즈 누계 발행 부수는 2024년 2월 시점에서 230만 부를 각각 돌파했다.

## 줄거리
한 고등학교의 단 한 명밖에 부원이 없는 만화연구부 부장 오쿠무라 마사무네에게 신입생인 아마노 리리사가 입부한다. 함께 만화 캐릭터 '리리엘'을 좋아하는 두 사람은 의기투합하여, 리리사의 취미인 코스프레 촬영을 시작한다. 거기에, 오쿠무라의 소꿉친구이자 현역 인기 모델인 타치바나 미카리가 나타나, 리리사와 둘이서 함께 촬영을 한다.

## 등장인물

### 주요 인물
오쿠무라 마사무네(奥村正宗)
성우 - 에노키 준야
본작의 주인공. 어느 고등학교에 다니는 남학생으로, 첫 등장 때는 고등학교 2학년. 만화연구부의 부장.
어머니의 행방이 묘연해지고, 언니에게 소외되는 등의 과거의 트라우마 때문에 '3차원 여자에게 흥미는 없다'고 말하고, 리리엘에게 열중한다. 리리사의 입부 후에는 그녀의 취미인 코스프레 촬영의 동료로서, 촬영 기술을 배우기 시작한다.
리리사에 대해서는 연애 감정과 비슷한 것을 느끼고 있지만, 신조에서 '성적인 눈으로 보지 않는다'고 약속한 적도 있어, 어디까지나 오타쿠 동료로서의 우정과 존경심이라고 자신에게 타이르고 있다. 다만, 주위에서는, 리리사와의 두 사람의 모습은 연인끼리의 그것이라고 생각되고 있다.
스포츠는 하지 않지만 그늘에서 몸을 단련하고 있어, 겉모습과는 달리 몸은 가늘면서도 복부에 식스팩이 되어 있을 정도의 근육질의 체형을 하고 있다.
아마노 리리사(天乃リリサ)
성우 - 마에다 카오리
오쿠무라와 같은 학교에 다니는 그의 한 학년 아래의 여학생. 첫 등장 때는 고등학교 1학년. 리리엘의 코스플레이어.
리리엘 코스프레의 ROM을 만드는 것이 목표. 코스프레용 명의는 없고, 또 SNS도 하지 않기 때문에, 코스프레 근처에서는 리리엘이라고 불린다. 성인용 표현에 대해서도 매우 좋아한다.
오쿠무라에 대해서는 당초는 어디까지나 오타쿠 동료로서의 우정과 존경심이라는 마음으로 연애 감정을 품고 있었지만, 나중에 정말로 오쿠무라를 사랑하고 있다고 자각한다. 그리고 자신이 목표로 하는 '궁극의 ROM 만들기'를 위해 아와유키 에리카의 촬영에 동행했을 때, 촬영을 앞두고 오쿠무라에게 고백했다.
타치바나 미카리(橘美花莉)
성우 - 키토 아카리
오쿠무라와 같은 학교에 다니는, 그의 한 학년 아래의 여학생. 첫 등장 때는 고등학교 1학년. 리리사의 반 친구. TV에도 출연할 정도의 현역 인기 모델로, 애칭은 미카링.
과거에 머리카락의 버릇이 원인으로 괴롭힘을 당했지만, 오쿠무라의 도움을 받은 과거를 가진다. 이후 10년 이상 동안, 오쿠무라에게 호의를 베푼다.
리리사의 코스프레 동료 중에서는 상식인 편이지만, 오쿠무라에 대해서는 일이 있을 때마다 접근한다, 그의 발언에 일희일비하고 처음에는 반대한 캐릭터의 코스프레도 그가 찬동하면 가장 먼저 받아들이는 등 그가 얽히면 폭주 기미의 행동을 하는 경우가 있다.
노아(乃愛) / NONOA(노노아)
성우 - 스즈시로 사유미
오쿠무라와 다른 학교에 다니는 여자. 첫 등장 때는 고등학교 1학년. 리리사와 함께, 마유라가 빠진 후의 차기 사천왕으로 주목받는 신인 코스플레이어. 게임 '신데렐라☆스타'의 클리어로 분장해, 신인 레이어로서 주목을 끌었다. 아리아에게 '노노피'라고 불린다. 좋아하는 것은 오므라이스.
과거의 트라우마에서, 극도의 의사소통 장애로, 처음 보는 사람과는 제대로 말하지 않고, 노려보는 듯한 표정이 되어 버리기도 한다. 그렇기 때문에, 코스프레를 할 때는 항상 쿨한 무표정이 되고, 그것이 클리어의 캐릭터와 함께 평가된다.
이야기가 진행됨에 따라, 코스프레 이외에는 데포르메되어 그려지는 일이 많아진다. 연애 소식에는 꽤 둔감하고 리리사, 미카리, 아리아가 오쿠무라에게 호의를 품고 있다는 것을 전혀 깨닫지 못하고, 그녀들의 교환을 사이가 좋은 친구의 교류라고 생각한다.
주요 인물 중에서는 의상이나 조형물의 작성 능력이 높은 편으로, 리리사와 함께 의상 만들기의 주력이 되고 있다.
키사키 아리아(喜咲アリア)
성우 - 와타베 사유미
오쿠무라와 다른 학교에 다니는 여자. 첫 등장 때는 고등학교 2학년. 신생 코스플레이어.
코스프레·만화·애니메이션에 대한 지식에 생소하다. 리리사와 노노아의 함께 촬영 중에 조우한 것을 계기로, 그녀들과 친분이 깊어진다. 그리고 어느새 방과후에는 노아와 함께 교외생하면서 자주 만연의 부실에 출입하게 된다.
아버지는 만화가 키사키 요우. 행방을 모르게 된 아버지에게, 지금도 그의 작품을 좋아한다고 전하기 위해, 코스프레로 유명해지려고, 첫 참가의 이벤트에서는, 아버지의 만화 《발키리 전선》의 '메어리'로 분장 한다.
자신의 꿈의 일이나 아버지와의 일로 뒷받침해 준 오쿠무라에 대해 서서히 호의를 안게 되어, 그 뿐만 아니라 어프로치를 하게 된다.
모자 가정이며 일로 바쁜 어머니를 대신해 요리를 만드는 경우가 많기 때문에 요리는 자랑. 코스프레 작성에 관해서는 리리사보다는 레벨이 낮고, 유일하게 응원 및 서포트로 도움을 주고 있었지만, 후에 재봉의 레벨은 능숙하다.
아베 마리나(安部まりな)
오쿠무라와 같은 학교에 다니는, 그의 한 학년 위의 여학생으로, 부학생회장을 맡는다. 첫 등장 때는 고등학교 3학년. 오쿠무라의 소꿉친구이며, 제1화에서 언급된 '여자에게 고백한 결과, 이상한 소문을 흘렸다' 상대이기도 하다.
만연부에 문화제 기획서를 받으러 가는 미도리와 동행하여, 주요 인물들과 만난다. 그 때, 오쿠무라와 몇 년 만의 재회를 이룬다.
하나 츠바키(華翼貴)
오쿠무라와 리리사 등이 1학년 진급함과 동시에, 같은 고등학교에 입학해 온, 리리사의 한 학년 아래의 여학생. 첫 등장 때는 고등학교 1학년. 동시에 신설된 특진 클래스에 재적하고 있기 때문에, 리리사나 미카리 등과는 달리 특진 클래스용 교복을 착용하고 있다. 탈 샐러리맨으로 IT기업을 설립하고 성공한 아버지와, 아버지가 개발한 앱의 해외 전개에 참여한 외국인 어머니 사이에서 태어난, 혼혈 아가씨.
풍부한 자산을 가진 부모님에 의한, 좋아하는 일을 뭐든지 해도 된다는 교육 방침 아래, 스포츠를 비롯해 만화·애니메이션 감상을 포함하여 다양한 일을 해왔지만, 진심으로 좋아한다고 생각되는 것을 만나지 못했다. 그러나, 우연히 만연의 부실에서 리리엘 사랑을 외치는 오쿠무라의 모습을 보고, 정말 좋아하는 것을 만날 수 있을지도 모른다고 생각해서, 만연에 입부한다.

### 오쿠무라와 같은 학교의 관계자
하뉴 마유리(羽生まゆり)/마유라(まゆら)
성우 - M·A·O
코스플레이어 여성. 사천왕 중 한 명. 리리사가 고등학교에 입학한 것과 마찬가지로 신입사원으로 봄부터 오쿠무라 일행의 고등학교에 부임한 교사로, 22세. 담당 과목은 가정과.
주로 격투 게임의 캐릭터인 라스타롯테로 분장해 코스프레 외에 즉매회 이벤트에서는 에로틱한 의상의 자작 ROM을 팔고 있다. 중학교 시절의 리리사와는 이벤트 회장에서 만나는 것 외에, 교육 실습으로 실시한 중학교가 리리사가 다니던 학교이며, 이전보다 리리사와는 무언가와 인연이 있었다.
대학은 장학금으로 다닌 적도 있어, 학생 시절에는 사천왕이라고 불리면서도 그 장학금 변제를 위해, 아무에게도 알리지 않고 코스프레를 조용히 그만두고 교사의 길을 선택한 것을 짐으로 느끼고 있다. 에로틱 ROM도 내고 있던 전 유명 코스플레이어였던 것이 공개되어 교사를 계속할 수 없게 되는(장학금의 상환이 곤란해진다) 것의 리스크를 두려워해 과거를 숨기고 교사가 되어 공공장에서 과거를 만지는 것은 극단적으로 싫어한다.
오쿠무라로부터 고문의 취임을 의뢰받는 것도 당초 거절했지만, 오쿠무라가 실은 마유라의 정체였다고 깨달은 것, 만연이면서 코스프레를 실시하고 있는 것, 리리사가 있었던 적도 있어, 최종적으로 만연 고문을 맡았다. 그 후는 만연 고문으로서 학교에의 부활동 리포트를 제출하거나, 리리사를 위해서 한번만 코스플레이어로서 복귀하거나, 코스프레에 대해서 여러가지 면에서 지도 및 어드바이스하거나, 합숙에 인솔 책임자로서 동행해 혹은 심지어 만연부실에서 오쿠무라 등과 격투 게임에 빠지는 등 만연 고문으로서 가르침의 힘이 되고 있다.
타키 미도리(瀧翠理)
성우 - 마노 아유미
오쿠무라 일행이 다니는 고등학교 학생회장을 맡는 여학생. 오쿠무라와 같은 학년으로, 첫 등장 때는 고등학교 2학년.
만연이 부의 요건을 충족하지 않기 때문에, 학생회장으로서의 입장에서 동호회로의 격하를 제함과 동시에, 부로서의 재승격에 필요한 요건을 가르치는 등 은연히 응원한다. 만연이 부로서 존속할 수 있게 되었을 때에는, 오쿠무라가 부실에 있는 동인지를 소각 처분하는 장소에서, 그에 맞춰 손을 모아, 만화나 애니메이션, 코스프레의 즐거움은 모르면서도, 그들이 그것들을 소중히 여기고 있다는 것을 이해했다. 후에, 문화제에서 오쿠무라 등에게 협력을 구해 코스프레를 경험한 것으로 그 즐거움에 눈을 뜨고, 만연의 부실에서 다시 코스프레를 즐겼다.
성실하지만 융통성이 없는 것이 아니라 누구에게나 성실하게 대하는 그 성품에서 만연에게서는 여신이나 성인처럼 전폭적인 신뢰를 받고 있다.운동 능력도 높아 체육제 문화부끼리의 릴레이 대결에서는 학생회 앵커로 오쿠무라를 따돌리고 우승했다.
류조지 토라지로(龍造寺虎治郎)
오쿠무라 일행이 다니는 고등학교 학생회 서기 남학생. 오쿠무라와 같은 학년으로, 첫 등장 때는 고등학교 2학년. 오쿠무라의 급우.
오쿠무라와는 중학교 1학년 때부터의 교제. 고지식하고, 미도리와 마리나를 아이돌로 보는 학생회 멤버를 충고하는 역할을 맡는다. 오쿠무라에게 '도라지'라고 불린다.
교장
성우 - 마에다 히로키
오쿠무라가 다니는 고등학교의 교장.
미카리가 첫 등교한 날에 교내를 안내했다. 그 후 만연의 활동 내용을 심사할 때도 등장. 이벤트에서의 활동을 제시되어 이를 공표함으로써 리리사에게 불필요한 피해(심심한 학생에 의한 개인정보의 확산이나 괴롭힘 등)이 일어나는 우려를 나타내고, '레포트는 수리하고, 부로서의 활동은 인정하지만 공표는 하지 않는다'는 판단을 내린다.
카자마츠리 신타로(風祭慎太郎)
성우 - 호리 소시로
오쿠무라가 다니는 고등학교의 영어 교사. 모리치카와는 술친구 사이이다.

### 코스플레이어와 카메라맨

#### 코스프레 사천왕
마유라(まゆら)

753(なごみ)(나고미)
성우 - 야마네 아야
기업 안건을 처리하는 프로 여성 코스플레이어. 코스플레이어 사천왕 중 한 명. 원래는 좋아서 코스프레를 시작해, 어떤 아마추어 레이어도 받아들이는 스탠스였다. 인터넷상에서 '일로 코스프레를 하고 있다니 캐릭터 사랑이 없다' 등으로 중상되어 캐릭터 사랑 때문에 코스프레를 하는 레이어에 대해 적개심을 품게 된다.
아와유키 에리카(淡雪エリカ)
코스프레 사천왕 중 한 명. 그 정체는, 전 코스플레이어로 의상 제작·촬영 담당인 에리카와, 현역 코스플레이어인 유키의 2인조이며, 2인조로 활동하고 있다.
의상과 신체 만들기에 1년의 세월을 들이기 때문에, 기본적으로 이벤트 참가는 여름 코미만. 인기나 ROM 매출 때문이 아니라 예술로서 코스프레를 지극히 하고 있으며, 특히 레이어 유키는 '이 세상에서 가장 2차원에 가까운 여자'라고 칭하고 있다.
키지 에리카(生地絵理華)
성우 - 카야노 아이
15년 전에 그라비아 모델 수준의 바디와 고품질 의상과 ROM으로 '현대 코스프레의 시조'라고 칭찬받은 전 코스플레이어. 현재는 가업을 돕는 한편, 코스프레나 예능 관련 회사를 경영하고 있는 재원.
야마노베 유키(山野辺由紀)
금욕적으로 몸을 단련한 코스플레이어.
호시노(星野)/호시즈키 요키(星月夜姫)
SNS를 최대한 활용하여 활동하는 여성 코스플레이어. 코스플레이어 사천왕 중 한 명.
승인 욕구가 강하고, 다른 사람에게 애지중지하고 싶기 때문에, 주로 유행하는 작품의 코스프레를 한다. 입이 험하기 때문에 친구는 적지만, 753과는 친구가 없는 외톨이끼리, 주고 주는 말은 온당하지 않지만 사이가 좋다.

#### 5인의 신성 코스어
레몬 & 라임
성우 - 토미타 미유(레몬), 코하라 코노미(라임)
쌍둥이 누나 레몬과 동생 라임의 2인조 코스플레이어.
자신들과 같은 쌍둥이 캐릭터를 특히 선호한다.
코미카도 아오이(古見門 あおい)/코미카도 루루나(弧帝ルルナ)
5명의 신성 코스어 중 1위로 꼽히는 신인 레이어.
어떤 소규모 코스프레 이벤트에서 Vtuber 사이바네 티코의 코스프레를 하고, 카메라 아저씨에게 발견되었다. 이벤트 참가도 어려운 지방에 살고 있으며, 코스프레나 촬영을 모르지만, 의상도 메이크업도 포즈도 천성의 것을 가지고 있다.

#### 그 외의 코스플레이어와 카메라맨
Magino(마기노)
성우 - 메구이 유카
주로 포로소라는 캐릭터로 분장하는 여성 코스플레이어.
오쿠무라와 리리사가 처음으로 ROM을 낸 이벤트로, 옆 공간이 된 이후, 두 사람에게 조언을 보내게 된다. 카메라맨인 오기노와 콤비를 짜지만, 어디까지나 레이어와 카메라맨의 관계.
오기노(オギノ)
성우 - 스기타 토모카즈
카메라맨 남성. 마기노와 콤비를 짜서 ROM을 낸다. 오쿠무라에게 코스프레 촬영의 기초를 가르치게 된다.
에리(エリ)
성우 - 하세가와 이쿠미
여성 코스플레이어. 마유라의 코스프레 동료로 고등학교 동급생이기도 하다. 사회인이 되고 나서도 마유라의 집에 묵기도 하고, 때로는 마유라와 함께 만연의 합숙에 인솔이라는 입장에서 참가하는 경우도 있다.
모리치카(盛親)/치카(チカ)
성우 - 오키츠 카즈유키
마유라의 전 코스프레 동료. 촬영 스튜디오의 경영자. 성은 불명.
스튜디오는 취미로 운영하고 있어 레이어로부터의 희망이 있으면 촬영도 받는다.
샤오유(小雨)
성우 - 쿠보 유리카
나츠코미 4일째에 오쿠무라와 리리사가 만난 해외에서 온 코스플레이어.
오쿠무라와 리리사의 두 사람을 커플과 착각하고 있다. 또, 다시 코미케에서 만나자는 두 사람에게, 조국의 정세로부터 다음을 약속할 수 없다고 토로하지만, 자신의 분도 리리사에 노력해 주었으면 한다고 성원을 보낸다.

### 만화가
타카마츠 료(高松良)
《애쉬포드 전기》의 저자. 극중 미등장.
키사키 요우(キサキヨウ)/히가라시 요이치(日枯陽一)
성우 - 스와베 준이치
아리아의 아버지. 《발키리 전선》, 《리리엘 외전》의 저자. 본명 미상.
연재 전에 타카마츠의 어시스턴트를 하고 있었다. 그 경험이 영향을 미치는지 '키사키' 명의로 첫 연재 《발키리 전선》은 《애쉬포드 전기》의 파쿠리로 비판받아 단기간에 중단됐다. 현재는 전 어시스턴트의 인연으로 《애쉬포드 전기》의 스핀 오프 작품 《리리엘 외전》을 '히가라시' 명의로 연재한다. 그러나 자신의 어시스턴트들로부터는 전 PN보다 '키사키'의 이름으로 불린다.

## 용어
코스프레 사천왕
극중에서 유명한 4명의 여성 코스플레이어의 총칭. 마유라(은퇴), 753, 아와유키 에리카, 호시즈키 요키.

### 작중작
애쉬포드 전기
타카마츠의 만화 작품. 극중의 전 《주간 소년 점프 (WJ)》 연재 작품. 용사 애쉬포드가 리리엘과 함께 세계 지배를 하려는 마왕군과 싸우는 왕도 만화. 《애쉬 전기》라고도 불린다.
원작 자체는 오래되었고, 오쿠무라가 초등학생 무렵에 완결되었다. 작중에서 리리엘은 애쉬를 감싸고 전사한다.
발키리 전선
키사키 요우(아리아의 아버지)의 만화 작품. 극중의 전 WJ 연재 작품.
《애쉬 전기》의 파쿠리 등으로 비판을 받아, 극중 시간 약 10년 전에 약 10화로 중단되었다. 오쿠무라는 이 만화의 팬으로 연재 당시 팬 레터를 보냈다.
마죠무스메
애니메이션에도 전개된 인기 앱 게임. 현자의 돌에 적합한 최강의 마죠(마력 여자)를 결정하기 위해, 전세계의 마죠가 한자리에 집결해 서로 싸운다는 스토리.

## 서지 정보
- 하시모토 유 《2.5차원의 유혹》 슈에이샤 〈점프 코믹스+〉
  1. 2019년 10월 4일 발매[2][書 1], ISBN 978-4-08-882129-0
  2. 2020년 1월 4일 발매[書 2], ISBN 978-4-08-882182-5
  3. 2020년 2월 4일 발매[書 3], ISBN 978-4-08-882207-5
  4. 2020년 5월 13일 발매[書 4], ISBN 978-4-08-882337-9
  5. 2020년 7월 3일 발매[書 5], ISBN 978-4-08-882355-3
  6. 2020년 9월 4일 발매[書 6], ISBN 978-4-08-882464-2
  7. 2020년 12월 4일 발매[書 7], ISBN 978-4-08-882565-6
  8. 2021년 2월 4일 발매[書 8], ISBN 978-4-08-882635-6
  9. 2021년 4월 2일 발매[書 9], ISBN 978-4-08-882664-6
  10. 2021년 7월 2일 발매[書 10], ISBN 978-4-08-882754-4
  11. 2021년 10월 4일 발매[書 11], ISBN 978-4-08-882838-1
  12. 2021년 12월 3일 발매[書 12], ISBN 978-4-08-882899-2
  13. 2022년 3월 4일 발매[書 13], ISBN 978-4-08-883070-4
  14. 2022년 7월 4일 발매[書 14], ISBN 978-4-08-883166-4
  15. 2022년 10월 4일 발매[書 15], ISBN 978-4-08-883286-9
  16. 2023년 1월 4일 발매[書 16], ISBN 978-4-08-883392-7
  17. 2023년 5월 2일 발매[書 17], ISBN 978-4-08-883520-4
  18. 2023년 9월 4일 발매[書 18], ISBN 978-4-08-883683-6
  19. 2024년 1월 4일 발매[書 19], ISBN 978-4-08-883866-3
  20. 2024년 7월 4일 발매[書 20], ISBN 978-4-08-884071-0
  21. 2024년 10월 4일 발매[書 21], ISBN 978-4-08-884222-6

## TV 애니메이션
2022년 12월 10일, 텔레비전 애니메이션화가 발표되었다. 2024년 7월부터 12월까지 TOKYO MX 등에서 연속 2쿨로 방송되었다. 제1기 마지막화에서 제2기 결정이 발표되었다.

### 스태프
- 원작 - 하시모토 유
- 감독 - 오카모토 히데키
- 시리즈 구성·각본 - 요시오카 타카오
- 캐릭터 디자인 - 시타야 토모유키
- 서브 캐릭터 디자인 - 야마자키 카즈마사, LIRAN
- 미술 감독 - 비젠 코이치로
- 색채 설계 - 스도 모에
- 촬영 감독 - 사카모토 유스케
- 편집 - 야마기시 호나미
- 음향 감독 - 아케타가와 진
- 음향 제작 - 매직 캡슐
- 음악 - 츠츠미 히로아키
- 음악 제작 - 포니 캐년
- 프로듀서 - 하라 나오키, 타케우치 마사히코, 요시자키 쿠니노리, 소토카와 아키히로, 후지시로 아츠시, 우에하라 유리에
- 애니메이션 제작 - J.C.STAFF
- 제작 - 리리사 제작위원회

### 주제가
셔터 찬스(シャッターチャンス)
메이 짱에 의한 제1쿨 오프닝 테마. 작사는 메이 짱과 타나카 히데노리, 작곡은 메이 짱과 PRIMAGIC, 편곡은 PRIMAGIC.
Watch Me
아마노 리리사(마에다 카오리), 타치바나 미카리(키토 아카리)에 의한 제1쿨 엔딩 테마. 작사·작곡·편곡은 Len.
기워 만든 날개(ツギハギの翼)
소라루에 의한 제2쿨 오프닝 테마. 작사는 소라루, 작곡·편곡은 시라카미 마시로.
Release Sigh
아마노 리리사(마에다 카오리), 타치바나 미카리(키토 아카리), 노노아(스즈시로 사유미), 키사키 아리아(와타베 사유미)에 의한 제2쿨 엔딩 테마. 작사·작곡·편곡은 스즈키 히로아키.

### 에피소드 목록
| 화수       | 제목                                          | 그림 콘티       | 연출                          | 작화 감독 | 총작화 감독                       | 방송일         |
| ---------- | --------------------------------------------- | --------------- | ----------------------------- | --- | --------------------------------- | -------------- |
| EPISODE 01 | 異次元の新入生 다른 차원의 신입생             | 오카모토 히데키 | 카이호 코조                   | 츠즈키 유카코 야마모토 마사아키 오노 카즈미 타카자와 미카                                                          | 야마자키 마사카즈                 | 2024년 7월 5일 |
| EPISODE 02 | 併せの予感 트윈의 예감                        | 오카모토 히데키 | 소쿠자 마코토                 | 야마모토 마사아키 츠즈키 유카코 시미즈 히로유키 스튜디오 기가                                                      | 야마자키 마사카즈                 | 7월 12일       |
| EPISODE 03 | リリ×ミリ 리리×미리                           | 토노카츠 히데키 | 모리타 유키                   | 나카야 코이치 미즈사와 토모카 마츠시타 준코 K 프로덕션                                                             | 오노 카즈미                       | 7월 19일       |
| EPISODE 04 | いざ初イベント! 가자, 첫 이벤트!              | 스즈키 이쿠     | 스즈키 요헤이 소쿠자 마코토   | 야마모토 마사아키 나카야마 유미 김정남 오가와 코지 시미즈 히로유키                                                 | 야마자키 마사카즈                 | 7월 26일       |
| EPISODE 05 | 初イベント終了!! 첫 이벤트 종료!              | 타카다 코이치   | 카네코 아츠지                 | Triple A 无锡市櫻花卡通有限公司 拾月動画 但伊楊 大暴龙 LIRAN                                                       | 오노 카즈미                       | 8월 2일        |
| EPISODE 06 | 先輩の秘密特訓!? 선배의 비밀 특훈!?           | 나가이 신페이   | 카이호 코조                   | 하시즈메 츠토무 타나카 아이미 타카하시 미카                                                                        | 오노 카즈미                       | 8월 9일        |
| EPISODE 07 | 顧問の先生が必要です 고문 선생님이 필요합니다 | 미야자키 슈지   | 미야자키 슈지                 | 타카하시 미카 야마모토 마사아키 김정남 오가와 코지                                                                 | 오노 카즈미                       | 8월 16일       |
| EPISODE 08 | コスプレを愛してる? 코스프레를 사랑해?        | 스즈키 이쿠     | 카이호 코조 후지와라 카즈마사 | 츠즈키 유카코 야마모토 마사아키 나카야마 유미 하시즈메 츠토무 타나카 아이미                                        | 야마자키 마사카즈                 | 8월 23일       |
| EPISODE 09 | キミはリリエルじゃない 너는 리리엘이 아니야   | 나가이 신페이   | 모리타 유키                   | 나카야 코이치 미즈사와 토모카 K 프로덕션                                                                           | 오노 카즈미                       | 8월 30일       |
| EPISODE 10 | まゆら様VS753!! 마유라 님 VS 나고미!!         | 토노카츠 히데키 | 카이호 코조                   | Triple A 拾月動画 이세종                                                                                           | 야마자키 마사카즈                 | 9월 6일        |
| EPISODE 11 | 魔法の鎧 마법의 갑옷                          | 나가이 신페이   | 카이호 코조                   | 야마모토 마사아키 타니가와 마사키 오가와 코지 타카하시 미카 츠바타 하루카 오오야마 나츠키                          | 오노 카즈미                       | 9월 13일       |
| EPISODE 12 | 5人の新星 5인의 신성                          | 나가이 신페이   | 소쿠자 마코토                 | 야마모토 마사아키 스튜디오 기가                                                                                    | 오노 카즈미                       | 9월 20일       |
| EPISODE 13 | 友達できるかな 친구가 생기려나?               | 미야자키 슈지   | 미야자키 슈지                 | 나카야마 유미 츠즈키 유카코 김정남 하시즈메 츠토무 시미즈 히로유키                                                 | 야마자키 마사카즈                 | 9월 27일       |
| EPISODE 14 | あなたと一緒に 너와 함께                      | 타카다 코이치   | 쿠로세 다이스케               | 야마모토 마사아키 타니가와 마사키 김정남 오가와 코지 스튜디오 기가                                                 | 오노 카즈미                       | 10월 4일       |
| EPISODE 15 | 明日の私へ 내일의 나에게                      | 타카다 코이치   | 모리타 유키                   | 나카야 코이치 미즈사와 토모카 마츠시타 준코                                                                        | 야마자키 마사카즈                 | 10월 11일      |
| EPISODE 16 | 私のやり方 나의 방식                          | 나가이 신페이   | 카이호 코조                   | 츠즈키 유카코 시미즈 히로유키 야마모토 마사아키                                                                    | 야마자키 마사카즈                 | 10월 18일      |
| EPISODE 17 | 仲間になりたい 동료가 되고 싶어               | 스즈키 이쿠     | 쿠니사키 토모야               | Kien Myra 大暴龙 但伊楊 타카무라 히카루 劉相信 LIRAN Triple A 図靈動漫制作有限公司 无锡市樱花卡通有限公司 拾月動画 | 오노 카즈미                       | 10월 25일      |
| EPISODE 18 | 運命 운명                                     | 오노 마나부     | 이즈미 시즈카                 | 하시즈메 츠토무 야마모토 마사아키 타니가와 마사키                                                                  | 야마자키 마사카즈                 | 11월 1일       |
| EPISODE 19 | いざ夏コミですっ! 자, 여름 코믹이에요!        | 오카모토 히데키 | 후지와라 카즈마사             | 김정남 오가와 코지 모토야 아이 나카야마 유미                                                                       | 오노 카즈미                       | 11월 8일       |
| EPISODE 20 | 友達と作る世界 친구들과 만드는 세상           | 타카다 코이치   | 쿠로세 다이스케               | 츠즈키 유카코 야마모토 마사아키 타니가와 마사키 스튜디오 기가                                                      | 야마자키 마사카즈 오노 카즈미     | 11월 15일      |
| EPISODE 21 | 主人公の物語 주인공의 이야기                  | 나가이 신페이   | 소쿠자 마코토                 | 타카하시 미카 하시즈메 츠토무 모토야 아이                                                                          | 오노 카즈미                       | 11월 22일      |
| EPISODE 22 | この素敵な世界 이 멋진 세상                   | 토노카츠 히데키 | 모리타 유키                   | 미즈키 아키라 孫仁義 마츠시타 준코                                                                                 | 오노 카즈미                       | 11월 29일      |
| EPISODE 23 | 漫研 on the beach 만화 연구부 on the beach    | 타카다 코이치   | 시라이시 미치타               | Triple A 図靈動漫制作有限公司 拾月動画 无锡市樱花卡通有限公司 大暴龙 碧ひかる 伊楊 劉相信                          | 오노 카즈미 야마자키 마사카즈     | 12월 6일       |
| EPISODE 24 | 2.5次元のリリサ 2.5차원의 리리사              | 오카모토 히데키 | 카이호 코조                   | 타카하시 미카 야마모토 마사아키 모토야 아이 야마시타 마코 김정남                                                   | 야마자키 마사카즈 시타야 토모유키 | 12월 13일      |